# L'Annonciation (Overbeck)
Pour les articles homonymes, voir L'Annonciation.
L'Annonciation est un tableau réalisé par le peintre allemand Johann Friedrich Overbeck en 1820 à Rome, en Italie. De format vertical, cette huile sur toile est une peinture chrétienne qui représente l'Annonciation dans le style du mouvement nazaréen.
Elle montre Gabriel à l'instant où, un genou à terre à côté d'elle, l'archange adresse à Marie le signe de bénédiction. La scène se déroule dans une loggia ouvrant sur un jardin clos dans une région montagneuse. Vêtu de rouge au centre de la composition, Joseph y est occupé par l'arrosage d'un parterre fleuri.
Commandée en 1815 par Friedrich Fromm, le président du tribunal de Rostock, l'œuvre est conservée dans une collection privée jusqu'à son passage en vente publique chez Tajan, à Paris, en 2025. Préemptée par le musée du Louvre à cette occasion, elle intègre sa collection plus tard cette même année,.